# Syllis brevis
Syllis brevis är en ringmaskart som beskrevs av Schmarda 1861. Syllis brevis ingår i släktet Syllis och familjen Syllidae. Inga underarter finns listade i Catalogue of Life.